# Demian
Demian: Die Geschichte von Emil Sinclairs Jugend (en español, Demian: Historia de la juventud de Emil Sinclair) es una novela del escritor alemán Hermann Hesse, publicada por primera vez en 1919, en los tiempos que siguieron a la Primera Guerra Mundial.
La obra relata en primera persona el paso de la niñez a la madurez del personaje principal. Emil Sinclair es un niño que ha pasado toda su vida en lo que él llama el Scheinwelt (mundo de ensueño o mundo de la luz), pero una mentira lo lleva a ampliar sus visiones del mundo y a conocer un personaje enigmático, de nombre Max Demian, que lo llevará por los senderos del autorrazonamiento, destruyendo paradigmas materialistas que antes lo rodeaban.
La novela refiere y utiliza conceptos del gnosticismo, particularmente el demiurgo (entidad que, sin ser creadora, es impulsora del universo imprimiéndole movimiento) Abraxas, mientras muestra la influencia del sistema de psicoanálisis de Carl Jung. Ingresado en una clínica de Sonnmatt, Hesse fue psicoanalizado por un discípulo de Jung.
En su primera edición, Hermann Hesse utilizó el seudónimo de "Emil Sinclair", nombre del narrador y protagonista de la historia, pero Hesse reveló luego ser el autor.

## El autor
Hermann Karl Hesse (pronunciado /ˈhɛɐman ˈhɛsə/; Calw, Wurtemberg, Imperio alemán, 2 de julio de 1877 – Montagnola, Cantón del Tesino, Suiza, 9 de agosto de 1962) fue un escritor, poeta, novelista y pintor alemán, naturalizado suizo en mayo de 1924.

## Introducción a la obra
El subtítulo que acompañó las primeras ediciones de Demian —Historia de la juventud de Emil Sinclair— fue desapareciendo en las sucesivas reediciones y versiones a otras lenguas.
La novela se publicó en 1919, luego de concluida la Primera Guerra Mundial. Había sido escrita durante los años de esa guerra (su ejecución efectiva le llevó solo tres semanas), y fue el resultado de una profunda crisis existencial de Hesse, crisis que habría de llevarlo a efectuar un viraje, no solamente en su devenir progresivo de escritor, sino en el recorrido de su camino estrictamente humano.
En Demian resuenan, aunque quizás para muchos lectores no sean perceptibles, ecos vibrantes de las reflexiones de Hesse sobre su propia adolescencia atormentada; de ese tiempo de búsquedas, dolores y sufrimientos, el autor declaró haber tomado conciencia con la escritura de esta novela, recién unos veinte años después de publicada.
Es una obra que refleja el espíritu de la época y sus notables influjos culturales; así llegan hasta ella Nietzsche y el psicoanálisis, de modo especial, el junguiano. En el fondo de estos aspectos espirituales, se sospechan los rigores de una guerra inédita, que Hesse, desde cierta distancia, vivió intensamente, en sus tonos apocalípticos.
En Demian se hace presente por vez primera el tema recurrente de la polaridad, que será una constante de la obra de Hesse, incluyendo Siddhartha (1922). Tampoco deben omitirse las huellas o la impronta de la formación religiosa del autor, cosa que se percibe en las muy frecuentes referencias a la Biblia. Todo esto no era más que un reflejo de la educación firmemente cristiana que Hesse había recibido en su infancia.
La obra trata la dialéctica entre el «bien» y el «mal», el inconsciente, los instintos y la cultura. La obra muestra los valores o las inquietudes de los adolescentes al querer ser aceptados, llevándolos a elegir opciones que no les favorecen.

## Personajes
- Emil Sinclair: Emil, Émile o Sinclair es el protagonista de la historia; un joven confundido y abrumado por los cambios de la adolescencia que se debate por dos mundos antagónicos que él mismo define como el "Mundo de la Luz" y el "Mundo Oscuro". Sinclair, durante el comienzo de la historia, vive en el "Mundo de la Luz", pero a medida que avanza el relato, y conoce a Max Demian, se introduce de lleno en el "Mundo Oscuro" desencadenando los sucesos que se cuentan a lo largo de la novela en su Interior tanto como en el Mundo Exterior.
- Max Demian: uno de los personajes principales de la historia. Un joven alto, fornido y caracterizado como sereno y tranquilo. Llega a la escuela de Sinclair y se vuelve amigo de éste.
- Beatrice: una joven alta, delgada y esbelta, que Sinclair encuentra en el parque en el que solía pasear durante el otoño; ésta representa un quiebre en la historia dado que es la figura platónica que Sinclair utiliza para redimirse de la vida disoluta en la que se encuentra en ese momento del relato, más exactamente el 4.º capítulo, Llamado justamente, "Beatrice".
- Pistorius: organista de iglesia con teorías esotéricas. Introduce a Sinclair en la filosofía de Abraxas.
- Frau Eva: madre de Demian. Madre putativa, amada ideal y diosa para Sinclair. Su relación con ella es simbólica, platónica, consoladora, formadora y estimulante. Eva da lecciones de amor al protagonista mediante fábulas.
- Knauer: un compañero de clases de Sinclair, el cual entra en el relato durante el 6.º capítulo "La Lucha de Jacob". Éste, es un joven de aspecto débil, delgado y pequeño, de pelo fino y rojizo con un comportamiento raro e inquietante; Knauer es un muchacho algo perturbado por su sexualidad, debido a que, para "adquirir" lo que el llama la "Magia Blanca" desea mantenerse casto (y por lo tanto "puro") por el resto de su vida, aunque esto lo abrume y hasta trastorne.
- Alfons Beck: (Alfons o Alfonso Beck, dependiendo de la traducción) es un joven de dieciocho años que acude a la misma escuela a la que concurre el protagonista. Un joven alegre y jovial, que sorprende a Sinclair durante su caminata por los alrededores de la ciudad y lo invita a tomar un trago a una taberna, contándole anécdotas sobre su vida amorosa y sexual, y casi a partir de este momento, será cuando Sinclair comience a decaer como persona, hundiéndose en la vida de las juergas y las borracheras.
- Franz Kromer: hijo de un sastre de la localidad. Un joven de trece años, bebedor y de familia con mala fama, hablaba como obrero de fábricas.
- Abraxas: Divinidad simbólica del gnosticismo, representa la dualidad de los opuestos; el bien y el mal, la luz y la oscuridad, lo masculino/femenino, integrados en un solo ser.
- Lina: sirvienta de la familia del protagonista, Sinclair. Ésta, si bien su participación en la historia es casi nula, es el primer ejemplo que utiliza Sinclair para explicar su definición sobre el "Mundo de la Luz" y el "Mundo Oscuro".

## Novela de formación
Demian es con claridad, lo que en la historia de la literatura se denomina un Bildungsroman, una novela de formación, y ello porque su cometido es la narrada evolución espiritual de un adolescente recorriendo y atravesando los difíciles años de su crecimiento. El colegial Sinclair es engatusado por el mal compañero, Franz Kromer, vagabundo y fanfarrón que actúa como un hombre experimentado: escupe al suelo y se hace obedecer. Sinclair, atraído por Kromer, engaña a sus padres, roba y cae por el tobogán del pecado, pero entonces, aparece Demian, otro compañero de clase que se expresa de forma distinta, una mirada entre fría y misteriosa, intemporal que parece salir de un pasado atemporal. Sinclair se siente atraído hacia Demian, tras una lección sobre Caín. Demian sostiene que Caín pertenece a una raza más fuerte y son los débiles quienes han creado una negra leyenda. Demian libera a Sinclair de la influencia nefasta de Kromer, le dice: "Kromer está viciado, hay que deshacerse de él", y desde entonces, algo ha ocurrido misteriosamente entre Sinclair y Demian, Kromer desaparece.
La novela aborda también cuestiones que atañen a la religión. El Dios de los cristianos es considerado como poderosísimo, "pero tendría que haber un dios que comprendiese dentro de sí al Diablo y ante el que no habría por qué cerrar los ojos cuando se hacen las cosas más naturales del mundo".
La novela está reflejada mayormente en su vida y también en otra persona, primera persona y el "yo" narrador es el del protagonista, Emil Sinclair, que se detiene en los pormenores del relato de su propia juventud. La cuestión de la polaridad, a la que ya hicimos referencia, se hará presente desde el comienzo. Así, Sinclair, aun siendo meramente un niño, afirmará haber vivido como en dos mundos separados. Con opuestas visiones de la vida que dilaceraban su alma. Por un lado estaba el mundo luminoso y claro del bien, y por el otro sentía vivir la oscuridad y el mal. Su anhelada pretensión era la de marchar de continuo cumpliendo con una vida ejemplar, signada por las ejemplares y transparentes imágenes de sus padres, pero no podía dejar de sentir el agitamiento -dentro de sí- de inclinaciones que lo apartaban de ese cosmos empujándolo a lo que, tal vez exageradamente, sentía como "perdición". Esa atracción hacia lo tenebroso, tal vez haya sido responsable de su acercamiento, hacia los diez años, a un muchacho llamado Kromer. Un jovenzuelo, más o menos como él en términos cronológicos, malvado, prepotente y algo "sádico" que busca someterlo bajo su voluntad. Sinclair se ve obligado a tener que soportar repetidos y atroces episodios de violencia moral y atropellos.
Por otro lado, Sinclair siente un amor platónico hacia su amada Beatrice, que le "salva" de sus instintos. En la universidad, Sinclair conoce al organista Pistorius, que habla como un epígono de Jung y le indica el papel del inconsciente individual y colectivo. Así mismo, conoce a la madre de Demian, Frau Eva, quien le enseña sus retratos de joven. Sinclair cree ver en Eva a la mujer a la que habría querido amar, "rostro amado, hombre, madre, amante, amigo".
De naturaleza blanda y tímida el protagonista da a entender que su alma se hubiese corrompido para siempre si no hubiese llegado, aportado por la mano del destino, el más que inteligente, profundo y enigmático Demian, un compañero de escuela que con su fuerza interior, su madurez, su firme apostura que lo hace aparecer como joven mayor, lo libera de inmediato del nefasto influjo de Kromer. El perverso y prepotente acosador tomará buena cuenta de la personalidad de hierro de Demian, y no habrá de molestar a Sinclair nunca más. Y es a partir de ese momento, en que sellada esta amistad con el amigo juvenil pero maduro a la vez, Sinclair inicia el camino del descubrimiento de un costado nuevo y algo misterioso de la vida, sobrecargado de nuevos símbolos, fascinante y terrible al mismo tiempo. Poco a poco, Emil se irá adentrando en el alma, en la vida, en la familia (sobre todo en la mágica figura de la madre, Eva, su ideal femenino en visiones y en la realidad).
Se declara la guerra, Sinclair es herido y en la camilla a su lado, reconoce a Demián, que le dice: "Cuando necesites de mí, como en el caso de Kromer, no me llames, escúchate a ti mismo y notarás que estoy dentro de ti". Sinclair despierta y en esa camilla hay un desconocido.

## Repercusión de la obra
Cuando se editó por vez primera en 1919, Demian conmovió profundamente al mundo de la juventud, que salía fuertemente aturdido y atormentado, con todo tipo de desorientaciones, de la Primera Guerra Mundial. De este modo el palpable éxito del libro, fue enorme, a tal punto que el escritor Thomas Mann, coetáneo de Hesse, dijera rotundamente que se trataba de una pequeña obra maestra. La novela se hizo inmediatamente merecedora del premio "Fontane", reservada a los escritores principiantes... El equívoco había surgido porque Hesse editó Demian con seudónimo, como Emil Sinclair. Aclarado el equívoco Hesse restituyó el premio acordado. Es dable hacer notar que el nombre del protagonista y del seudónimo fueron tomados de un amigo del poeta alemán Friederich Hölderlin, por el que Hesse sentía devoción. El nombre del amigo de Hölderlin era Isaac von Sinclair.

## En la cultura popular
El 4 de septiembre de 2016 la popular banda surcoreana BTS publicó el primero de siete cortometrajes, titulado "Begin", en el que usaron citas textuales del libro al igual que diferentes referencias. Finalmente, el 9 de octubre del mismo año, sacaron el video musical para "Blood, Sweat & Tears", que también incluyó citas y referencias al libro.
La banda uruguaya, El Cuarteto de Nos lanzó una canción titulada «Yendo a la casa de Damián» en su disco Raro, de 2006. En la última parte de la letra se hace mención a Hesse. Roberto Musso, el cantante de la banda, explicó que el nombre de la canción también hace referencia al título del libro, siendo Damián la versión en español de Demian.

## Traducciones al español
- Demian, trad. Luis López-Ballesteros, Cenit, Madrid 1930
- Demian, trad. Genoveva Dieterich, Alianza, Madrid 1967